# Hliðskjálf (album)
Hliðskjálf is een album van het Noorse blackmetalproject Burzum. Omdat Varg Vikernes tijdens de opname van dit album in de gevangenis zat, en geen gitaar mocht gebruiken, is dit album opgenomen met een synthesizer. Stilistisch gezien valt het album dan ook onder de noemer dark ambient. De titel, Hliðskjálf, is de naam van de troon van Odin. Net als Dauði Baldrs heeft Hliðskjálf geen vocalen maar de teksten geven aan welke sfeer er rond de nummers hangt en waar de titel op doelt.

## Nummers
- Originele tracklist:

1. "Tuistos Herz" – 6:13
2. "Der Tod Wuotans" – 6:43
3. "Ansuzgardaraiwô" – 4:28
4. "Die Liebe Nerþus’" – 2:14
5. "Frijôs einsames Trauern" – 6:15
6. "Die Kraft des Mitgefühls" – 3:55
7. "Frijôs goldene Tränen" – 2:38
8. "Der weinende Hadnur" – 1:16

- Vertaling:

1. Tuisto's Hart
2. De dood van Wotan
3. Krijgers van Ansuzgarda
4. De liefde van Nerthus
5. Frijo's Eenzame Treuren
6. De macht van Empathie
7. Frijo's Gouden Tranen
8. De Huilende Hadnur